# A Cor do Seu Destino
A Cor do Seu Destino é um filme brasileiro de 1986, do gênero drama, dirigido por Jorge Durán e com roteiro de José Joffily. O filme aborda a vida de Paulo, interpretado por Guilherme Fontes, e de seus pais chilenos no Rio de Janeiro, onde exilaram-se após sofrerem repressão da Ditadura militar chilena. A produção foi agraciada com diversos prêmios, inclusive do Festival de Brasília e do Festival de Havana.

## Enredo
Interpretado pelo ator Guilherme Fontes, o personagem Paulo chegou ao Brasil quando tinha seis anos de idade. Seus pais, Laura e Victor, interpretados respectivamente por Norma Bengell e Chico Diaz, deixaram seu país de origem, o Chile, em virtude da repressão promovida pela Ditadura militar instalada naquele país. No Brasil, estabeleceram-se no Rio de Janeiro.
Durante sua adolescência, Paulo era um rapaz nervoso, solitário e mal-humorado. Encontrava tranquilidade nas pinturas e desenhos que fazia. Também encontra amparo em sua namorada Helena, interpretada por Andréa Beltrão. No entanto, o envolvimento dela com um professor torna Paulo ainda mais tenso e angustiado.
Paulo possui poucas lembranças do Chile. Passa a conhecer melhor seu país natal com a chegada de sua prima, Patrícia, interpretada por Júlia Lemmertz. Patrícia lhe conta suas experiências com a repressão, sempre utilizando a língua nativa, espanhol. Paulo eventualmente desenvolve um desejo incontrolável de voltar para o Chile. Em um protesto no consulado chileno, Paulo acaba sendo confundido com um terrorista e é alvejado.

## Elenco

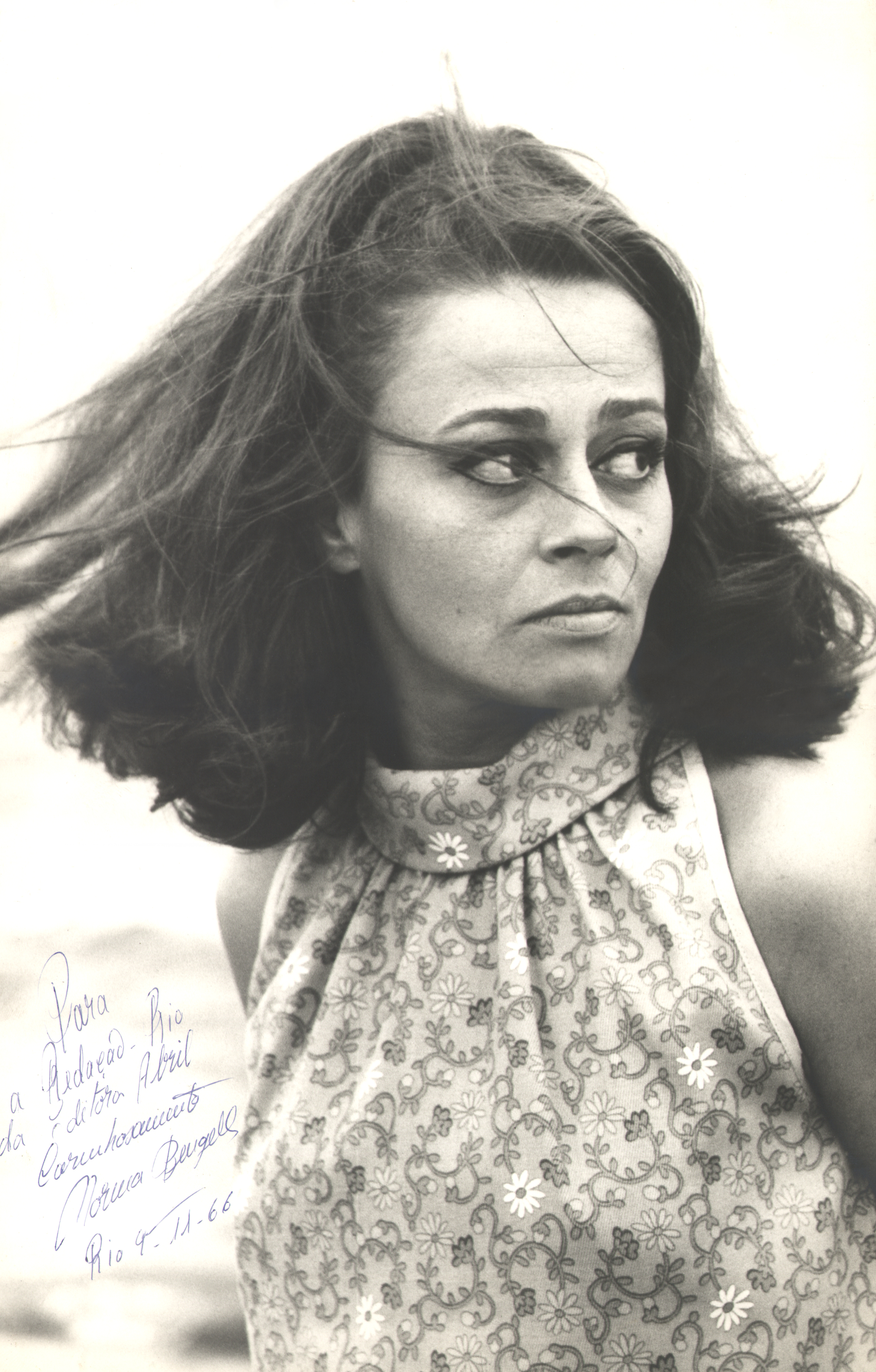
Norma Bengell deu vida à Laura, mãe do personagem principal

O filme teve em seu elenco os seguintes atores:
- Norma Bengell - Laura
- Guilherme Fontes - Paulo
- Júlia Lemmertz - Patrícia
- Andréa Beltrão - Helena
- Chico Diaz - Vitor Filho
- Bebel Gilberto
- Marcos Palmeira - Raul
- Antônio Grassi
- Antônio Ameijeiras - Cônsul
- Anderson Schreiber - Paulo aos 6 anos
- Paulinho Mosca - Setúbal
- Anderson Müller - Gordo
- Duda Monteiro - Duda
- Roberto Lee - Oficial
- Lorena da Silva
- Marise Farias
- Cláudio Baltar
- Nádia Bambirra
- Letícia Monte
- Luiz Maçãs
- Biquini Cavadão

## Premiações
O filme recebeu as seguintes premiações:
- Festival de Brasília

Melhor filme;
Melhor roteiro para Durán, Jorge, Nadotti, Nelson e Joffily, José;
Melhor diretor para Durán, Jorge;
Melhor atriz coadjuvante para Lemmertz, Júlia;
Melhor ator coadjuvante para Dias, Chico;
- Fipress

Prêmio da Crítica Internacional
- Prêmio OCIC

Melhor longa metragem
- Prêmio Rádio Havana

Melhor filme
- Prêmio UNEAC

Melhor filme
- Festival do Novo Cinema Latino Americano (1986)

Prêmio Caiman Barbudo
- Festival de Cartagena (1987)

Prêmio Especial do Júri
- Certame Internacional de Cine Para Juventude de Gijon (1987)

Melhor fotografia
Melhor música
Melhor cartaz
- Festival de Havana (1987)

Melhor filme
- Conferência Nacional dos Bispos do Brasil (1987)

Prêmio Margarida de Prata